# Warszawa Dawidy
Warszawa Dawidy – przystanek osobowy usytuowany na linii kolejowej nr 8 Warszawa Zachodnia−Kraków Główny, w Warszawie, na Ursynowie, w pobliżu osiedla Jeziorki, przy ul. Baletowej.

## Infrastruktura
Obiekt posiada dwa perony jednokrawędziowe i przebiegające pomiędzy nimi dwa tory szlakowe linii kolejowej nr 8, na której się znajduje. Przy południowym krańcu znajduje się przejazd kolejowo-drogowy kategorii  A wyposażony w sygnalizację świetlno-dźwiękową, rogatki i strażnicę przejazdową (tzw. budkę dróżnika). Na niniejszym p.o. znajdują się także wiaty siedziskowe.

## Ruch pociągów
| Linia | Operator           | Trasa                                                                                     |
| ----- | ------------------ | ----------------------------------------------------------------------------------------- |
| R80   | Koleje Mazowieckie | Warszawa Gdańska – Warszawa Dawidy – Góra Kalwaria                                        |
| R80   | Koleje Mazowieckie | Warszawa Gdańska/Warszawa Wschodnia – Warszawa Dawidy – Radom Główny – Skarżysko-Kamienna |
| S4    | SKM Warszawa       | Piaseczno – Warszawa Dawidy – Warszawa Gdańska – Zegrze Południowe                        |
| S40   | SKM Warszawa       | Piaseczno – Warszawa Dawidy – Warszawa Gdańska – Wieliszew/Radzymin                       |

W roku 2022 wymiana pasażerska na przystanku wyniosła 300−499 osób.
W latach 2015–2017 przystanek został przebudowany.

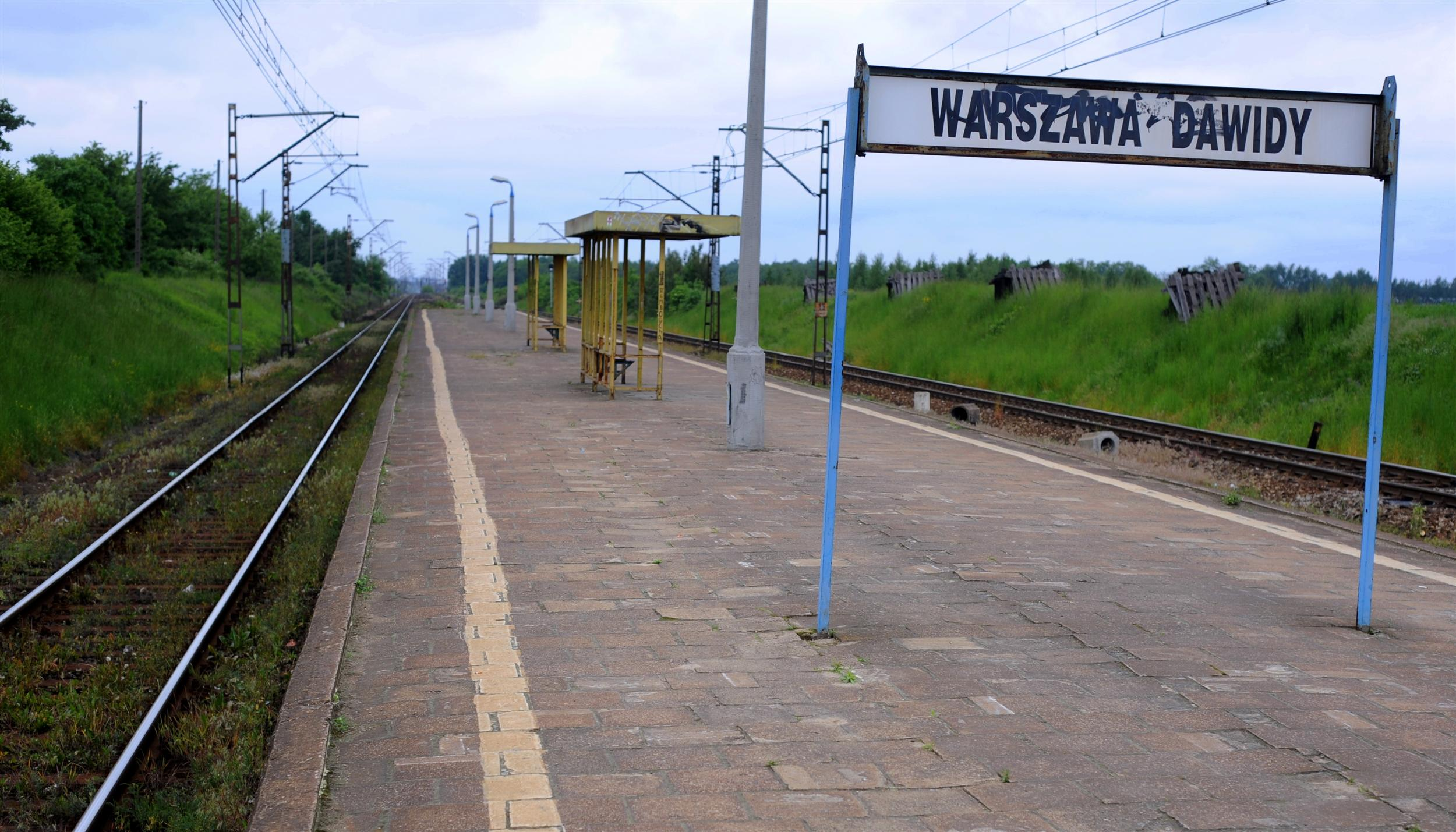
Przystanek w 2008 przed przebudową